# Zerlegung der Eins

Vier Funktionen, die eine Zerlegung der Eins bilden

Eine Zerlegung der Eins (auch: Teilung der Eins oder Zerlegung der Einheit) ist eine Konstruktion aus der Mathematik.
Unter gewissen Gegebenheiten muss in der Mathematik zwischen einer lokalen und einer globalen Perspektive unterschieden werden. Zum Beispiel:
- Um in der Analysis das Flächenintegral zu definieren, oder allgemein über Mannigfaltigkeiten zu integrieren, müssen Koordinaten gewählt werden, was nur lokal möglich ist. Der Integrand muss also so zerlegt werden, dass er lokal integrierbar bleibt, außerhalb des Geltungsbereiches des Koordinatensystems aber zu Null wird.

- In der Differentialgeometrie werden auf Flächen oder Mannigfaltigkeiten Vektorfelder konstruiert. Es gibt oft nur lokal gültige Konstruktionen, die aber zu einer globalen zusammengefügt werden sollen. Zum Beispiel soll das Normalenfeld einer Untermannigfaltigkeit auf die gesamte Mannigfaltigkeit fortgesetzt werden,...

- In der Lösungstheorie partieller Differentialgleichungen kann die Lösung einer partiellen Differentialgleichung auf einem beliebigen Gebiet häufig mit Hilfe der Zerlegung der Eins durch Lösungen der Gleichung auf dem Ganzraum und dem (gestörten) Halbraum zusammengesetzt werden (sog. Lokalisierung).

## Definition
Eine (stetige) Zerlegung der Eins über einem topologischen Raum {\displaystyle E} ist eine Familie {\displaystyle (f_{i})_{i\in I}} stetiger Funktionen von {\displaystyle E} in den Raum der reellen Zahlen {\displaystyle \mathbb {R} }, so dass für jeden Punkt {\displaystyle x\in E} gilt:
- Die Funktionen {\displaystyle f_{i}} bilden in das Intervall {\displaystyle [0,1]} ab, das heißt, es gilt {\displaystyle 0\leq f_{i}(x)\leq 1}.
- Die (möglicherweise unendliche) Summe aller Funktionswerte im Punkt x ist 1, das heißt, es gilt {\displaystyle \textstyle \sum _{i\in I}f_{i}(x)=1}.

Man spricht von einer lokal endlichen Zerlegung der Eins, wenn zusätzlich die folgende Bedingung erfüllt ist:
- Jeder Punkt {\displaystyle x} hat eine Umgebung, in der nur endlich viele Funktionen {\displaystyle f_{i}} einen von 0 verschiedenen Funktionswert haben.

Ist außerdem {\displaystyle {\mathcal {X}}=\{X_{i}\}_{i\in I}} eine offene Überdeckung von {\displaystyle E} und gilt zusätzlich {\displaystyle \operatorname {supp} (f_{i})\subset X_{i}}, dann heißt {\displaystyle (f_{i})_{i\in I}} eine Zerlegung der Eins bezüglich der Überdeckung {\displaystyle {\mathcal {X}}}. {\displaystyle \operatorname {supp} (f)} bezeichne dabei den Träger von {\displaystyle f}. Eine Zerlegung der Eins bezüglich einer lokal endlichen Überdeckung ist stets lokal endlich.

## In der Topologie
In jedem normalen Raum existiert zu jeder lokal endlichen offenen Überdeckung eine Zerlegung der Eins bezüglich dieser. Dies hat zur Folge, dass für jede lokal endliche offene Überdeckung {\displaystyle {\mathcal {X}}} einer abgeschlossenen Teilmenge {\displaystyle F} eines normalen Raums eine Familie stetiger Funktionen existiert, die eingeschränkt auf {\displaystyle F} eine lokal endliche Zerlegung der Eins ist, und deren Summe außerhalb der offenen Überdeckung, also außerhalb von {\displaystyle \bigcup {\mathcal {X}}} null ist. Hierfür ergänze man einfach die offene Überdeckung mit dem Komplement der abgeschlossenen Menge {\displaystyle F} zu einer offenen Überdeckung des ganzen Raumes, wähle eine Zerlegung der Eins bezüglich dieser Überdeckung und addiere all diese Funktionen mit Ausnahme der Funktion, deren Träger im Komplement von {\displaystyle \bigcup {\mathcal {X}}} liegt. Wird {\displaystyle F} als kompakt vorausgesetzt, so überträgt sich das Ergebnis auf beliebige Unterräume normaler Räume (das sind gerade alle vollständig regulären Räume), denn Kompakta und Umgebungen bleiben auch als Element eines größeren Raumes aufgefasst Kompakta bzw. Umgebungen, da Einbettungen stetig bzw. offen sind. Insbesondere existiert für jede kompakte Teilmenge eines vollständig regulären Raums mit einer offenen Umgebung eine stetige Funktion ins Einheitsintervall, die auf dem Kompaktum eins und außerhalb der Umgebung null ist. Ist zudem der Raum lokalkompakt, so existiert eine solche Familie von Funktionen sogar, wenn man die Forderung stellt, dass ihre Träger kompakt seien. Hierfür konstruiere man eine Verfeinerung von {\displaystyle {\mathcal {X}}} aus relativ kompakten Mengen, die noch immer {\displaystyle F} überdeckt, und wähle eine endliche Teilüberdeckung.
Die Existenz einer Zerlegung der Eins bezüglich jeder Überdeckung aus zwei offenen Mengen impliziert umgekehrt bereits das Lemma von Urysohn und damit die Normalität des Raumes. In einem parakompakten Hausdorffraum existieren Zerlegungen der Eins bezüglich jeder beliebigen offenen Überdeckung, dies ergibt sich daraus, dass eine solche per definitionem eines parakompakten Raumes dort eine lokal endliche Verfeinerung besitzt und zudem jeder parakompakte Hausdorffraum normal ist.

## In der Analysis
In der Analysis wird meist noch verlangt, dass die Funktionen differenzierbar sind und einen kompakten Träger haben. Damit kann dann eine Funktion g in Funktionen
{\displaystyle g_{i}=g\cdot f_{i}}
zerlegt werden, welche alle einen kompakten Träger haben. Dann ist
{\displaystyle \sum _{i\in I}g_{i}=\sum _{i\in I}g\cdot f_{i}=g\cdot \sum _{i\in I}f_{i}=g\cdot 1=g.}
Ist hingegen eine Familie {\displaystyle (h_{i})_{i\in I}} vorgegeben, wobei die hi nur auf den jeweiligen Trägern der fi definiert und differenzierbar sind, so ist die Summe
{\displaystyle \sum h_{i}\cdot f_{i}}
eine konvexe Linearkombination, überall definiert und differenzierbar.
Jede parakompakte {\displaystyle C^{k}}-Mannigfaltigkeit ({\displaystyle 1\leq k\leq \infty }) besitzt auch eine {\displaystyle C^{k}}-Zerlegung der Eins.
Analytische Zerlegungen der Eins sind jedoch nicht möglich, da eine analytische Funktion, die in einer nichtleeren, offenen Menge (wie etwa dem Komplement ihres Trägers) konstant 0 ist, bereits überall konstant 0 ist.

## Beispiel
Die Funktion
{\displaystyle r(x)={\begin{cases}\exp \left(-x^{-2}\right),&x>0,\\0,&x\leq 0,\end{cases}}}
ist beliebig oft differenzierbar. Die Funktion s mit
{\displaystyle s(x)=r(x+1)\cdot r(1-x)}
ist dann ebenfalls beliebig oft differenzierbar, strikt positiv im Intervall (−1; 1) und gleich null außerhalb. Die Funktionen {\displaystyle f_{i},i\in \mathbb {Z} ,} mit
{\displaystyle f_{i}(x)={\frac {s(x-i)}{\sum _{k\in \mathbb {Z} }s(x-k)}}}
bilden nun
eine beliebig oft differenzierbare Zerlegung der Eins auf der reellen Achse, die  der offenen Überdeckung {\displaystyle (i-1;i+1),i\in \mathbb {Z} ,} untergeordnet ist; es gilt also an jedem Punkt x:
{\displaystyle \sum _{i\in \mathbb {Z} }f_{i}(x)=1.}
Man beachte, dass in der Definition von {\displaystyle f_{i}} an jeder Stelle x immer mindestens ein Summand und höchstens zwei Summanden im Nenner ungleich null sind (nur die zu x benachbarten ganzen Zahlen k können überhaupt einen positiven Summanden liefern).